# Harold Schechter
Harold Schechter (28 giugno 1948) è uno scrittore statunitense.
Professore di letteratura americana e cultura popolare al Queens College di New York, Schechter è molto noto negli Stati Uniti per i suoi scritti di true crime sui serial killer. Ha scritto insieme a David Everitt A to Z Encyclopedia of Serial Killers. 
Schechter è anche autore di un ciclo di romanzi polizieschi nei quali indaga lo scrittore statunitense Edgar Allan Poe, ossia l'inventore del genere giallo. È il padre della celebre scrittrice di romanzi per ragazzi Lauren Oliver.

## Romanzi
- Nevermore
- Omicidio al museo delle cere, The Hum Bug, 2001
- Il ritorno della Morte Rossa, Mask of the Red Death, 2004
- The Tell-Tale Corpse
- Outcry